# Rafael Canizares Poey
Rafael Canizares Poey, född 24 mars 1950, är en kubansk basketspelare som tog tog OS-brons 1972 i München. Detta var Kubas första tillika enda OS-medalj i basket.